# Peucedanum zenkeri
Peucedanum zenkeri är en flockblommig växtart som beskrevs av Adolf Engler. Peucedanum zenkeri ingår i släktet siljor, och familjen flockblommiga växter. Inga underarter finns listade i Catalogue of Life.